# Long Live Rock 'n' Roll
| Críticas profissionais | Críticas profissionais |
| Avaliações da crítica  | Avaliações da crítica  |
| Fonte                  | Avaliação              |
| ---------------------- | ---------------------- |
| allmusic               | ver                    |
| Sputnik Music          | ver                    |

Long Live Rock 'n' Roll é o terceiro álbum de estúdio lançado em 1978 pelo Rainbow e o último a contar com Ronnie James Dio.
Embora Bob Daisley e David Stone estejam listados nos créditos do álbum, só aparecem creditados em um par de faixas. (Stone escreveu partes da "Gates of Babylon", mas nunca foi creditado). Blackmore tocou a maioria das partes do baixo sozinho para o álbum.
"Kill The King" já abria shows de Rainbow desde meados de 1976. A música apareceu pela primeira vez no álbum ao vivo On Stage em 1977.
Long Live Rock ' n' Roll foi remasterizado em CD para o mercado norte-americano em abril de 1999, com a versão europeia seguindo posteriormente. A versão americana tinha um livreto, que correspondia à capa original do vinil para todos os mercados.
Nos concertos ao vivo de 1977-78 a faixa-título e "Kill the King" foram às únicas músicas executadas, apesar de "LA Connection" ter aparecido algumas vezes na turnê pelos Estados Unidos antes de ser descartada do conjunto.
Em Junho de 2009, um livro do tamanho de um CD sobre a produção do álbum foi lançado na série "Rock Landmarks" chamado "Long Live Rock N' Roll Story" , escrita por Rainbow, Blackmore e o “expert” Jerry Bloom.
Em 12 de abril de 2012 uma versão do foi lançado nos EUA como parte do Record Store Day 2012. Hoje em dia tanto o álbum como a faixa-título são clássicos absolutos do rock/metal.

## Faixas
Todas as canções escritas por Ritchie Blackmore e Ronnie James Dio , exceto onde anotado. Todas as letras por Dio.
Lado um
1. "Long Live Rock 'n' Roll" – 4:21
2. "Lady of the Lake" – 3:39
3. "L.A. Connection" – 5:02
4. "Gates of Babylon" – 6:49

Lado dois
1. "Kill the King" – 4:29 (Blackmore, Dio e Cozy Powell)
2. "The Shed (Subtle)" – 4:47 (Blackmore, Dio e Powell)
3. "Sensitive to Light" – 3:07
4. "Rainbow Eyes" – 7:11

## Singles
- 1978 – "Long Live Rock 'n' Roll / Sensitive to Light"
- 1978 – "L.A. Connection / Lady of the Lake"

Esses dois singles foram também relançados no Reino Unido em julho de 1981. "Long Live Rock 'n' Roll" foi também usada muitos anos como jingle da rádio britânica do  DJ Alan Freeman.

## Créditos
Banda
- Ritchie Blackmore - Guitarra, Baixo.
- Ronnie James Dio - Vocais.
- Cozy Powell - Bateria, Percussão.
- David Stone – Teclados em "Gates of Babylon", "Kill The King", "The Shed"; Piano em "L.A. Connection".
- Bob Daisley - Baixo em "Kill the King", "Sensitive to Light" e "Gates of Babylon".

Músicos adicionais
- Bavarian String Ensemble conduzida por Rainer Pietsch em "Gates of Babylon"
- Ferenc Kiss, Nico Nicolic – violinos em "Rainbow Eyes"
- Ottmar Machan - viola em "Rainbow Eyes"
- Karl Heinz Feit – cello em "Rainbow Eyes"
- Rudi Risavy – flauta em "Rainbow Eyes"

Produção
- Martin Birch - produtor e engenheiro
- Max Hecker - engenheiro de gravação de instrumentos clássicos
- Bruce Payne - direção
- Gravado no The Strawberry Studio no Château d'Hérouville, França, maio-julho e dezembro de 1977

## Desempenho nas paradas
| Ano  | Parada musical                | Posição |
| ---- | ----------------------------- | ------- |
| 1978 | UK Albums Chart               | 7       |
| 1978 | GfK Dutch Charts              | 11      |
| 1978 | Norwegian Albums Charts       | 12      |
| 1978 | Swedish Albums Chart          | 18      |
| 1978 | German Albums Chart           | 26      |
| 1978 | Billboard 200 (USA)           | 89      |
| 1978 | RPM100 Albums (Canada)        | 94      |
| 2013 | Oricon Japanese Albums Charts | 72      |

| Ano  | Title                     | Parada musical   | Posição |
| ---- | ------------------------- | ---------------- | ------- |
| 1978 | "Long Live Rock 'n' Roll" | UK Singles Chart | 33      |
| 1978 | "L.A. Connection"         | UK Singles Chart | 40      |

## Certificações
| País | Organização | Ano  | Vendas          |
| UK   | BPI         | 1978 | Prata(+ 60.000) |

## Covers
- O Dream Theater quando era conhecido como Majesty tocou "Gates of Babylon" em um de seus primeiros shows em 1986.
- A banda americana Heathen regravou "Kill the King" em seu disco Victims of Deception (1991), e  as bandas de power metal Stratovarius, Liege Lord, Primal Fear, Grave Digger também o fizeram em outros álbuns.
- A banda finlandesa Tarot fez cover de "Kill the King" no seu primeiro álbum ao vivo To Live Again (1994).
- A banda sueca Tad Morose] regravou "Gates of Babylon" em seu álbum Sender of Thoughts (1995).
- Yngwie Malmsteen regravou "Gates of Babylon" em seu álbum  Inspiration (1996).
- A banda sérvia de heavy metal Kraljevski Apartman regravou a canção "Long Live Rock 'n' Roll" com letras em sérvio em seu álbum de estreia de 1997 Long Live Rock 'n' Roll (1997).
- A banda sérvia Osvajači regravou a canção  "Rainbow Eyes" intitulada "Tragovi" em seu álbum de 1999 Vrelina.
- A banda fictícia Steel Dragon também regravou a canção "Long Live Rock 'n' Roll" para o filme de 2001 Rock Star.
- A banda finlandesa Stratovarius fez um cover de "Kill the King" como lado-B do Single/EP "Father Time", bem como lançando-o em sua coletânea Intermission (2001).
- A banda alemã Gamma Ray fez um cover de "Long Live Rock 'n' Roll" no relançamento de 2002 de seu disco Powerplant.
- A banda de folk metal espanhola Mägo de Oz gravou um cover de  "Rainbow Eyes" em seu álbum Finisterra (2000) intitulado "Es hora de marchar" com letras em espanhol. Eles também gravaram uma versão de "Gates of Babylon" em seu álbum Gaia II: La Voz Dormida (2005) intitulada "En Nombre de Dios".
- Blackmore's Night, banda que Ritchie Blackmore fundou após a sua saida em Rainbow, fez um cover com arranjos de folk rock de "Rainbow Eyes" em seu álbum de 2008 Secret Voyage.[10]
- A banda americana Twisted Sister regravou "Long Live Rock 'n' Roll" durante seus concertos de verão de 2010 em memória a Ronnie James Dio.
- Candlemass, uma banda de epic-doom metal da Suécia, tocou um cover de "Kill the King" em recentes shows e em álbuns ao vivo como Ashes to Ashes (2010).
- Adrenaline Mob, banda de Mike Portnoy (ex-Dream Theater), Russell Allen (Symphony X) e John Moyer (Disturbed) regravaram "Kill the King" em seu lançamento de 2013 Covertà.

## Honras
| Publicação       | País        | Honras                                             | Ano  | Clássificação |
| ---------------- | ----------- | -------------------------------------------------- | ---- | ------------- |
| Record Collector | Reino Unido | "Álbuns Clássicos de 21 Gêneros para o Século 21"  | 2000 | Sem ordem     |
| Classic Rock     | Reino Unido | "Os 100 Maiores Álbuns de Rock de Todos os Tempos" | 2001 | 29            |
| Rock Hard        | Alemanha    | "Top 300 Álbuns"                                   | 2001 | 105           |